# 剝削
“剥削”是哲学和社会科学領域的一个术语。用最简单的话来表述，「甲剥削乙」即是说甲不公平地占了乙的便宜。马克思主义者认为，资本主义中的雇佣劳动不是用工资购买劳动力的公平交易，而是一种建立在工人和雇主之间财产、权力不对等基础上的剥削关系，雇主通过占有全部劳动产品、进而占有剩余价值以实现剥削。剥削往往被打上“不公平”的标签，是因为被剥削一方的劣势地位给予了剥削方权力。
《斯坦福哲学百科全书》将卡尔·马克思针对资本主义雇佣劳动所提出的剥削理论视为最具影响力的剥削理论。经济学家在支持亚当·斯密还是马克思的剥削观上存在分歧：马克思认为剥削是特定经济体系固有的系统性现象，而亚当·斯密则认为剥削是一种非强制性的道德不公正。

## 词源
在汉语中，“剥削”一词可以追溯到唐朝，表示对人的压榨、搜刮。在法语和英语中，“exploitation”的本义是对土地、自然资源的利用，或工商业的开发。这一用法延续至今，并无负面色彩。至于“exploitation”表示对人的剥削的用法，直到19世纪才开始出现在英语中。:130在德语中，“Ausbeutung”特指不公平地利用，有别于较为中立、表示一般性利用或使用的“Ausnutzung”。分析马克思主义者约恩·埃尔斯特认为，马克思选择使用带有贬损意味的“Ausbeutung”，是有意强调剥削行为的不正义。:92

## 概念

### 马克思之前

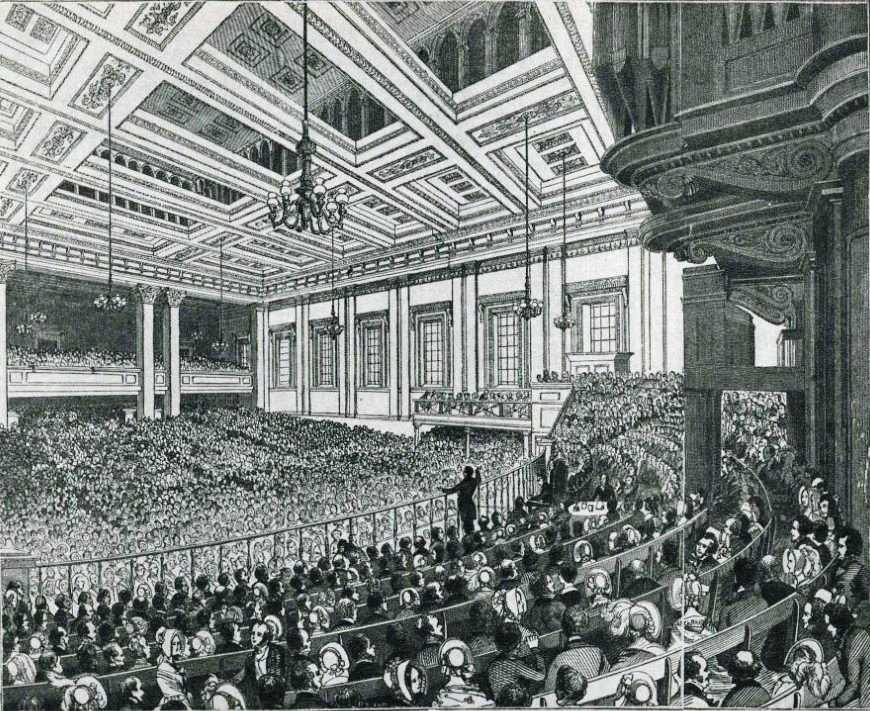
1846年，英国的工商业资本家认为自己被土地所有者剥削，进而发动反谷物法联盟

在西方哲学史上，亚里士多德、托马斯·阿奎那、约翰·洛克等人都曾针对市场交易中的不当得利，即“公平/不公平价格”问题进行过讨论。
18世纪，西方哲学家开始关注从他人劳动中不公平获利的概念。重农主义者弗朗索瓦·魁奈将社会分为土地所有者阶级、生产阶级（租地农场主）和不生产阶级（工商业者），认为只有初级生产部门的劳动才会创造净产品，供全社会使用。古典经济学家大卫·李嘉图认为土地所有者是非生产阶级，工人和资本家是生产阶级，前者的收益以后者的利益为代价。让-巴蒂斯特·萨伊等主张，贵族和官员等非生产阶级凭借国家权力，通过税收和关税等方式剥削工商业资本家等生产阶级。
托马斯·霍奇斯金、罗伯特·欧文、约翰·弗朗西斯·布雷、皮埃尔-约瑟夫·蒲鲁东等批判资本主义的社会主义或无政府主义者则转向关注雇佣劳动中的剥削，即资本家不公平地占据工人的全部劳动产品，从中获取利润。他们还强调，这种劳动剥削是结构性的，是资本主义经济体系得以运转的核心所在。

### 马克思

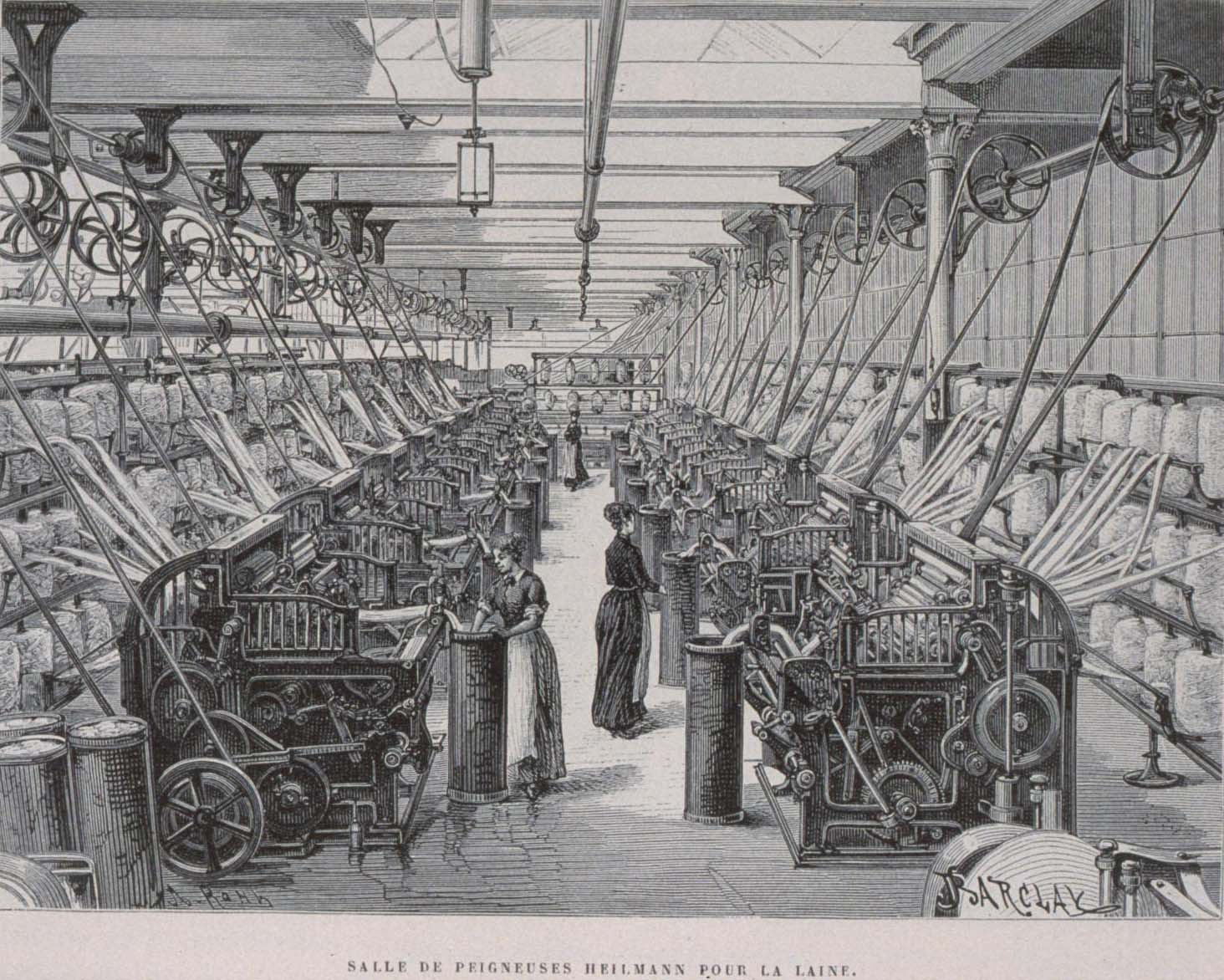
18世纪下半叶的机器大工厂

卡尔·马克思在《资本论》中提出了最具影响力的剥削理论。他把剥削定义为对他人剩余劳动力的占有，即一个人付出的劳动超过了生产他所消费的商品所必需的劳动:80。对剩余劳动力的剥削并非独有于资本主义社会：在历史上，对剩余价值的剥削以直接强迫劳动或者对剩余产品的征用等形式存在于不同的社会中。而资本主义的剥削并不是通过直接占用实现的：资本主义社会废除了强制劳动，工人在法律上不被强迫为另一个人工作，且不因生产手段而限制自由，就此马克思论证了资本主义社会中的普遍存在的剥削是如何发生的：
1. 商品的价值是在其生产上耗费的人类劳动的凝结，价值的量用生产该商品的社会必要劳动时间来计量。（劳动价值论）[11]:99
2. 资本家在市场上购买劳动力，工人按照再生产劳动力——维持生活、养育子女——所必需的生活资料的价值来出售自己的劳动力，其数值要小于劳动力售出后所创造出的价值，两者之差就是剩余价值，为资本家所独占。这就是资本家剥削工人、资本剥削劳动力的过程。受剥削的程度表现为剩余价值率，即剩余劳动与必要劳动之比。（剩余价值的生产）[11]:177-188
3. 在资本主义周而复始的再生产（英语：Reproduction (economics)）过程中，资本家将所占有的剩余价值用于资本积累（英语：Capital accumulation），用工人创造的剩余价值来支付工人的工资和购买生产资料。就这样，工人不断被迫为了生活而出卖劳动力，资本家则始终有能力购买劳动力用以致富。资本关系本身因而得以再生产，工人遭受剥削的前提条件就此被永久化。（剩余价值的再生产）[11]:258-260
4. 商业利润、利息、地租都来自雇佣工人创造的剩余价值，体现了商业资本家与产业资本家、借贷资本家与职能资本家、土地所有者与租佃资本家共同剥削雇佣工人的关系。（剩余价值的分配）[11]:524,558,615,652

### 马克思之后

#### 异见
边际主义经济学采用边际效用价值论，反对劳动价值论，因而也就反对马克思的剥削理论。新古典经济学几乎把劳动剥削视为禁忌，闭口不谈。在极少数的讨论中，劳动剥削被定义为工资低于劳动边际产量，被视为一种只有在不完全竞争市场中，当企业拥有一定程度的市场权力（可以影响工资或价格）时才会出现的市场失灵现象。在完全竞争市场中，剥削可以得到消除。较深入的看法则认为，剥削可能根植于市场以外的力量，例如因搭便车问题或信息不对称（委托-代理问题）等所引起，并非完全竞争所能解决。新古典经济学将剥削视为是组织性的，与马克思的结构性的剥削观不同。
在将剥削看成是结构性问题的人中，也存在与马克思不同的、偏向自由主义的看法。亨利·乔治和约翰·梅纳德·凯恩斯分别关注土地所有者和食利者，认为这两个阶层分别依赖特殊利益，即非生产性的地租和利息为生，导致资源配置的浪费和低效率，造成了剥削。

#### 重建
分析马克思主义者认同剥削概念的重要性以及在资本主义社会中的普遍性，但不接受劳动价值论，因而试图重建剥削理论。约翰·罗默将剥削定义为：说一个社会中存在剥削，就是说一部分社会成员必须花（比社会必要劳动时间）更多的时间劳动才能取得必需的消费品，而另一些成员则只需要花更少的时间。然后，他在不使用劳动价值论的情况下证明：只要生产性资产的初始分配不平等，就会导致剥削的存在。由此他给出了剥削的财产关系定义：说一个人在现实中被剥削，就是说如果生产性资产最初是平等分配的，他的福利境况会比他在现实中的境况要好。:20, 47, 106-107, 133
埃里克·赖特进一步完善了罗默的分析，将生产性资产分为劳动力、生产资料、组织、技能。在资本主义经济中，劳动力的初始分配是平等的，个人具有人身自由；另外三种资产的初始分配不平等，故存在三种剥削。受雇佣劳动者可能在因缺乏生产资料而被剥削的同时，因拥有组织资产（即可以组织和安排生产过程）或技能而剥削他人，甚至可能因拥有特别多的组织资产（如CEO）或技能（高级工程师）而在总体上“净”剥削他人。赖特将剥削视为物质利益相互依赖的一种特殊形式：剥削者利用对资源的排他性权利/权力，占有被剥削者通过努力所生产的剩余；剥削者的物质利益取决于被剥削者的努力和被剥夺。

## 相关议题

### 道德
关于马克思本人是否认为劳动剥削是非正义的，存在着相当多的争论，因为《资本论》充满着道德义愤，同时又声称正义与否只取决于是否符合生产方式。罗默认为剥削本身不是非正义的；剥削的不正义并非因为剥削本身，而是源于生产资料初始分配高度不平等的不公正。:57埃尔斯特也认为剥削不是基本的道德概念。:99这一判断在马克思主义者中是相当富有争议的。不过以《共产党宣言》中的文字来看，马克思本人确实是以非道德的态度评价资本主义的。:116-118
关于剥削和道德的另一个议题是，如果剥削是不道德的，那么国家或其他第三方是否应该干涉。有观点认为，如果剥削没有侵犯权利，那么就无需禁止。例如在传染病疫情中，如果对高价出售口罩——一笔并不公平、但双方都自愿同意的交易——加以禁止，则有可能导致卖家干脆不卖口罩。另一种观点认为，应该干涉的不是剥削本身，而是其前提条件，例如对雇主采取反垄断措施，以及给工人提供更好的社会保障，让他们在被剥削之外有更多选择。

### 强迫
剥削意味着控制他人的劳动活动并从中获取经济收益，因此所有剥削的内部都包含着某种支配关系。因此，被剥削者为何会接受这一不公平的制度，就成了备受讨论的问题。:9
被迫接受剥削有两种情况，一是剥削者主动施加的强制（coercion），二是客观经济环境的迫使（force）。对于奴隶和农奴，肉体上的强制是最常见的手段。在资本主义中，工人“通过自愿与资本缔结的契约而把自己和后代卖出去送死和受奴役”:195。他们接受剥削是受经济环境中缺乏更好的谋生方式所迫使，但没有受到肉体上的强制。不过，资本主义中存在另一种合法的强制，即有别于肉体强制的经济强制，如资本家主动打击小农经济或工人合作社，以塑造经济环境。:81-83一种自由主义的观点认为，在现实社会中，工人有退出剥削的自由，可以靠着积蓄变成自己开店的小资产阶级。对此，杰拉德·柯亨反驳说，这种自由只针对工人个体，但在资本主义经济结构中，个体工人的自由意味着其他工人无法获得这种自由，作为集体的工人没有脱离剥削的自由。
劳动者也有可能是主动选择被剥削的，例如在工资高涨的经济繁荣时期。:83更重要的一种情况是，工人对剥削有着自发性的。迈克尔·布若威对资本主义“制造同意”的过程进行了详细的研究。

### 阶级
对于阶级的概念基础，社会科学家们给出了许多相当不同的答案：生产资料、市场行为、权力地位、生活条件……:125:300遵循马克思主义传统的研究者最倾向于将阶级视为一个以剥削为中心的概念。罗默证明，剥削和阶级存在着严格对应关系：在劳动力市场上的最优化策略是成为雇主阶级的人是剥削者，最优化策略是成为被雇佣阶级的人是被剥削者。:82赖特进一步将不同类型的剥削和阶级分别对应：基于劳动力不平等分配的剥削对应领主和农奴阶级，生产资料剥削对应资本家和雇佣工人阶级，组织剥削对应管理层/官僚和非管理者阶级，技能剥削对应专家和一般工人阶级。:83而来自其他理论取径的阶级研究者则不那么重视剥削，如新韦伯主义学者约翰·戈德索普就认为剥削是社会学不需要的概念。

### 历史变迁
马克思认为，不同的社会形态都存在系统性的剥削，区别只在于剥削的形式。封建庄园经济中，农奴每週在自己的土地工作几天，再到领主的土地上无偿工作几天。资本主义雇佣劳动下，雇主支付工资时不区分必要劳动和剩余劳动，使得工人的所有劳动看上去都是有偿劳动，从而掩盖了剥削关系。:191,245
埃里克·奥林·赖特认为，社会形态之间的差异就在于哪些生产性资产是不平等分配的，哪些是平等分配的，亦即存在哪些剥削，不存在哪些剥削。历史变迁就是消除基于特定资产的不平等分配的剥削，例如：从封建社会到资本主义社会，就是通过争取人身自由消除了基于劳动力的不平等分配的剥削；从资本主义社会到国家社会主义社会（苏联式计划经济），就是通过生产资料社会化消除了基于生产资料的不平等分配的剥削。:83,89,115

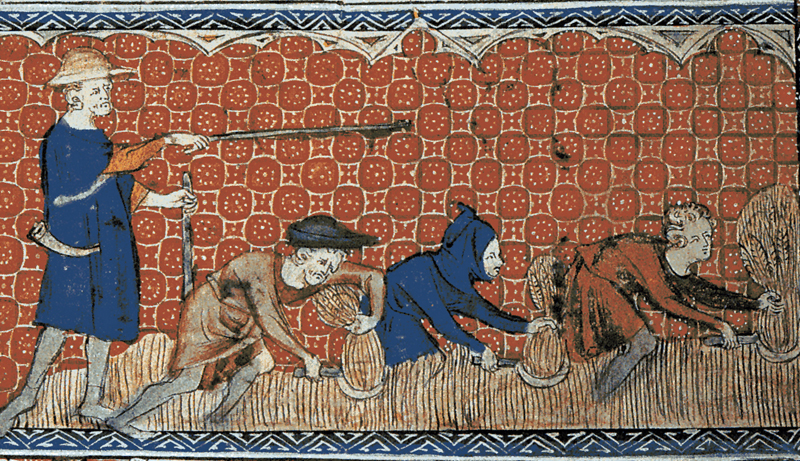
英国封建时代的农奴与采邑总管

| 社会形态         | 因生产性资产的不平等分配而导致的剥削   | 因生产性资产的不平等分配而导致的剥削 | 因生产性资产的不平等分配而导致的剥削 | 因生产性资产的不平等分配而导致的剥削 |
| 社会形态         | 劳动力                                 | 生产资料                             | 组织                                 | 技术                                 |
| ---------------- | -------------------------------------- | ------------------------------------ | ------------------------------------ | ------------------------------------ |
| 封建主义社会     | ++                                     | +                                    | +                                    | +                                    |
| 资本主义社会     | -                                      | ++                                   | +                                    | +                                    |
| 国家社会主义社会 | -                                      | -                                    | ++                                   | +                                    |
| 社会主义社会     | -                                      | -                                    | -                                    | ++                                   |
| 共产主义社会     | -                                      | -                                    | -                                    | -                                    |
|                  | 注：++表示主要，+表示次要，-表示不存在 |                                      |                                      |                                      |

### 全球经济

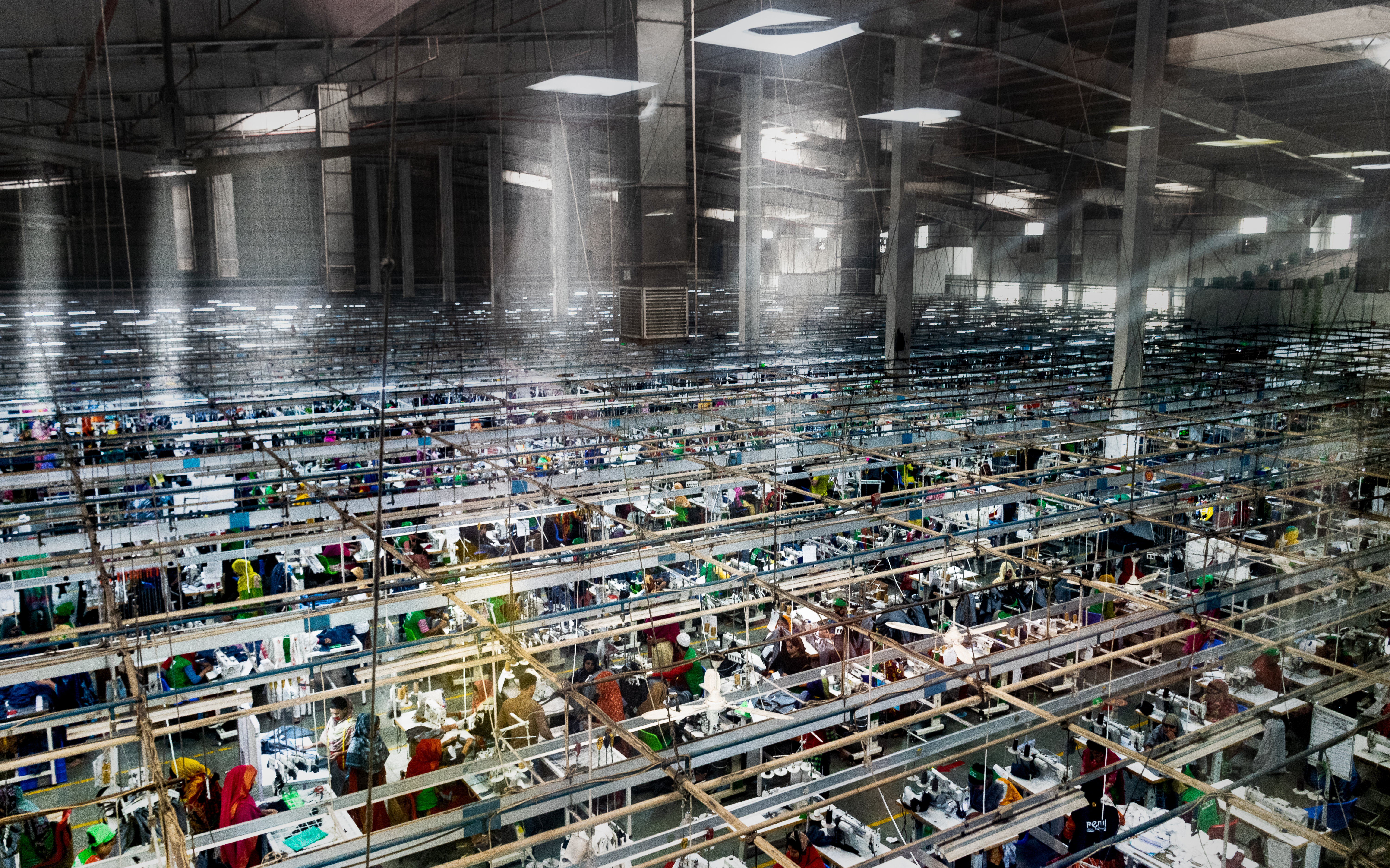
孟加拉国的成衣工厂

许多理论试图将马克思的剥削概念扩展到国家与国家之间，如帝国主义论、依附理论、世界体系理论等。阿尔吉里·埃曼努埃尔提出不平等交换理论，认为在国际贸易中，由于国与国之间工资水平和资本有机构成不同，价值会从一国向另一国转移，即一国对另一国的剥削。萨米尔·阿明认为，在全球化时代，垄断资本在全球体系的外围地区运作，从当地劳工身上大量榨取剩余价值，由此实现中心国家对外围国家的帝国主义剥削。罗默认为，人均财富较高的国家会在国际贸易中处于剥削地位，利润率更低、工资却更高；贫穷国家则被迫采用劳动密集型技术。:90-91

### 社会不平等
查尔斯·蒂利试图将剥削机制与人类社会中一切基于类别差异（如性别、种族、宗教等）的不平等联系起来。他认为，依靠剥削而活的组织若是将组织内部的不平等和外部的不平等进行匹配，例如将公司中的正式职位与男性、非正式职位与女性分别挂钩，将有助于组织的稳定和发展。因此，类别不平等之所以会持续存在，原因在于剥削机制的广泛应用和内部不稳定性。

#### 家务劳动
女权主义者认为，由女性承担家务劳动的传统婚姻制度是一种制度性的剥削。玛丽亚罗莎·达拉科斯塔和塞尔玛·詹姆斯表示，资本主义社会通过工资来掩盖对雇佣劳动者的剥削，婚姻制度则通过不支付工资来掩盖对家务劳动者的剥削，因而呼吁为家务劳动支付报酬。:28